# 神の子羊

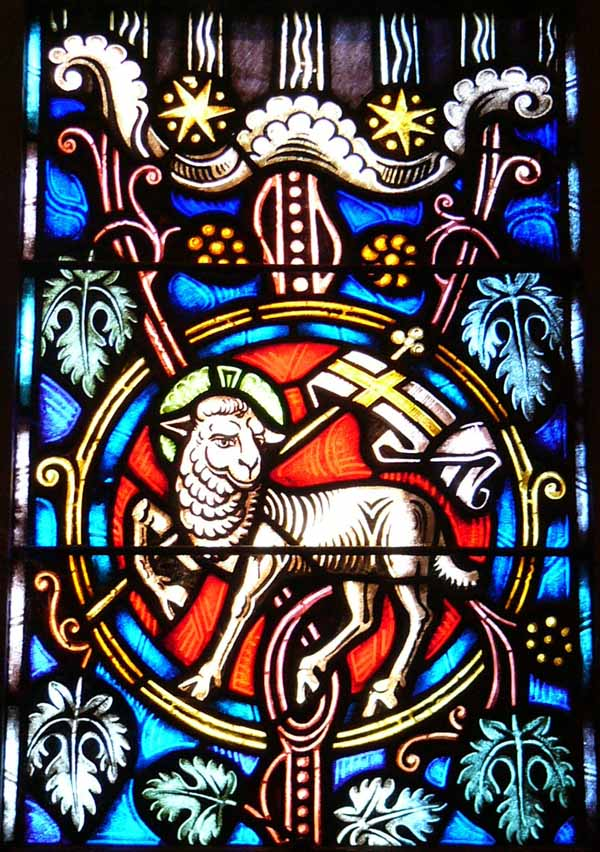
キリスト教の旗を抱える子羊は、「神の子羊」のカトリックでの象徴。

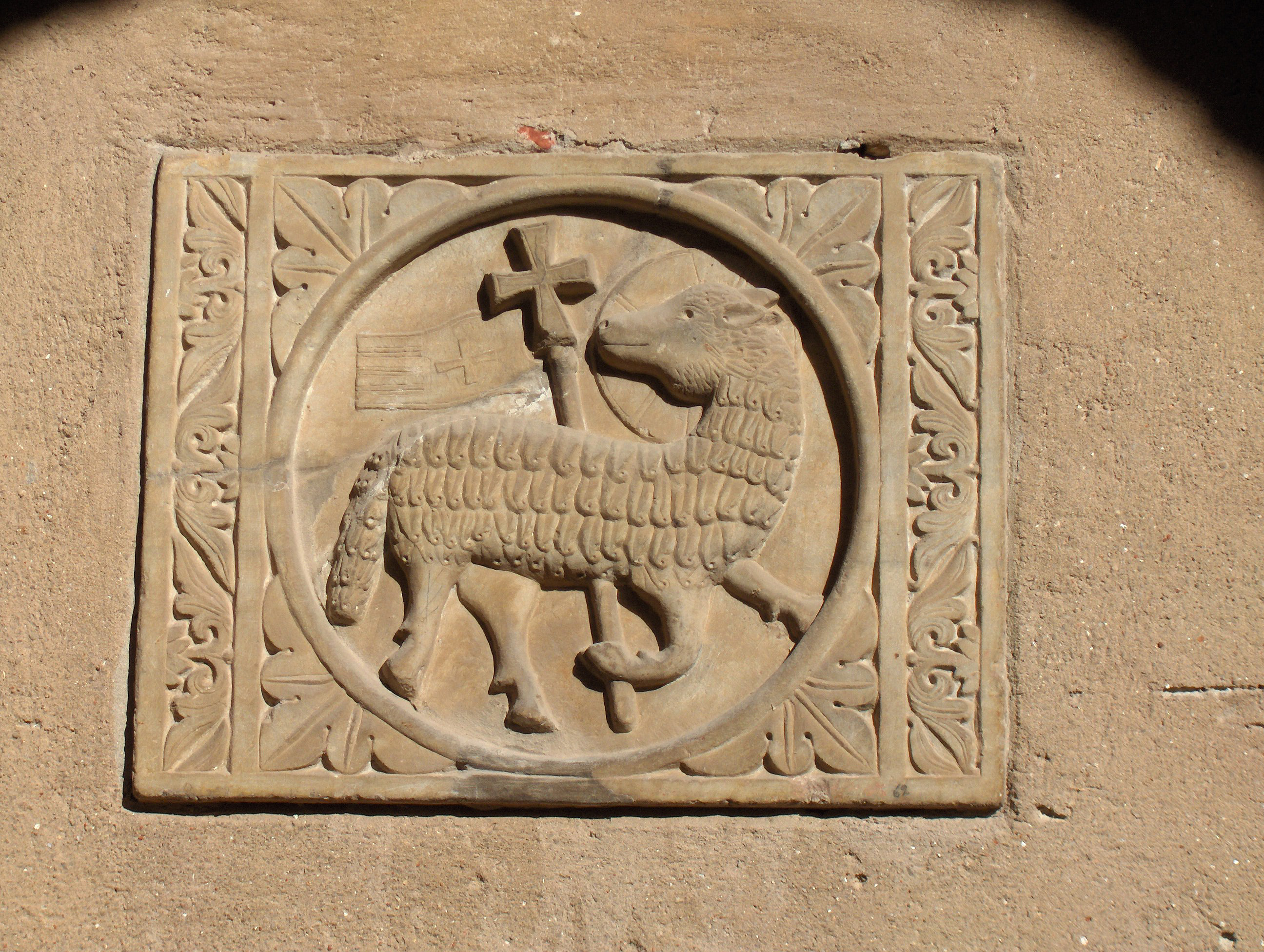
クロアチア・ポレッチのエウフラシウス聖堂にある、光背と十字架が書き込まれた「神の子羊」。

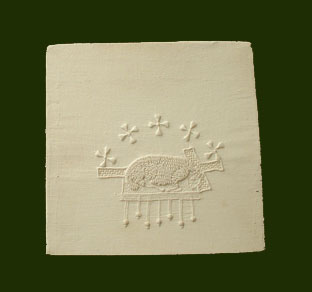
七つの封印が付された本の上に横たわる「神の子羊」を刺繍した聖杯布。

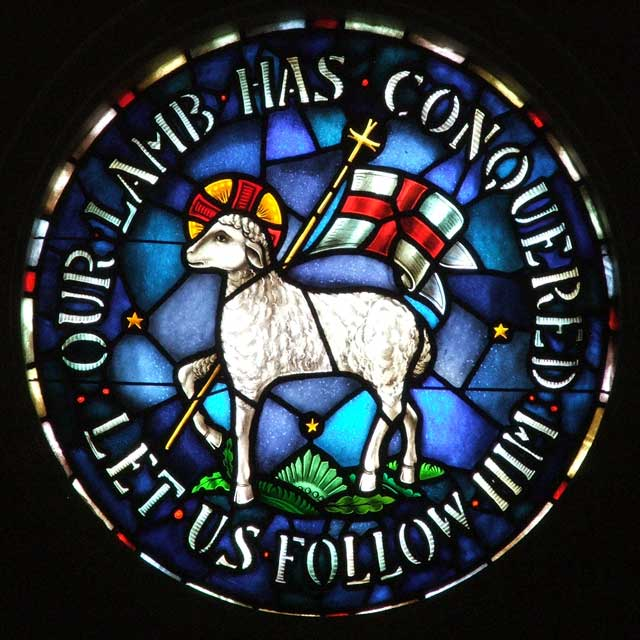
「神の子羊」を象ったモラビア兄弟団の紋章。

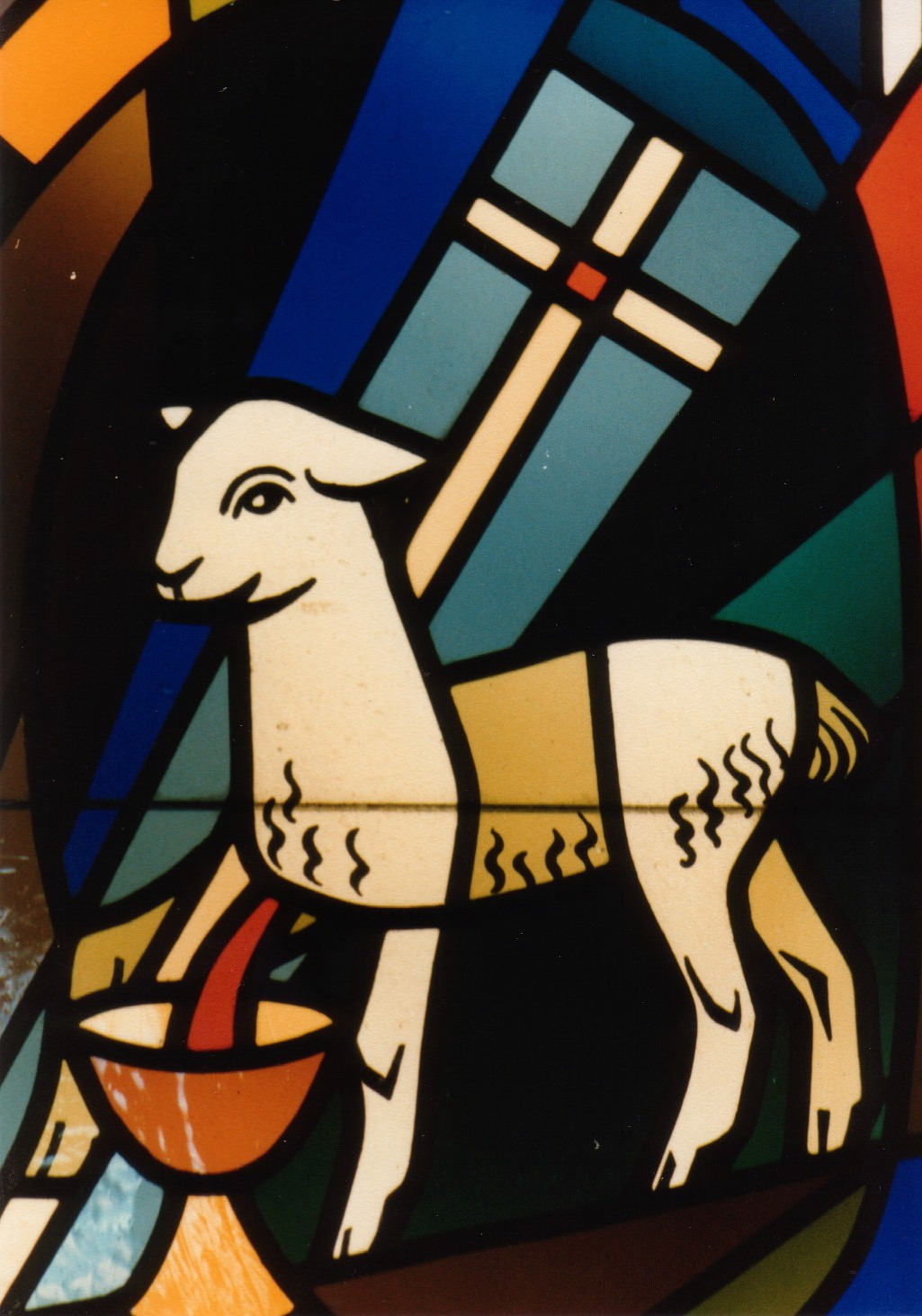
軍旗と聖杯を抱えた子羊

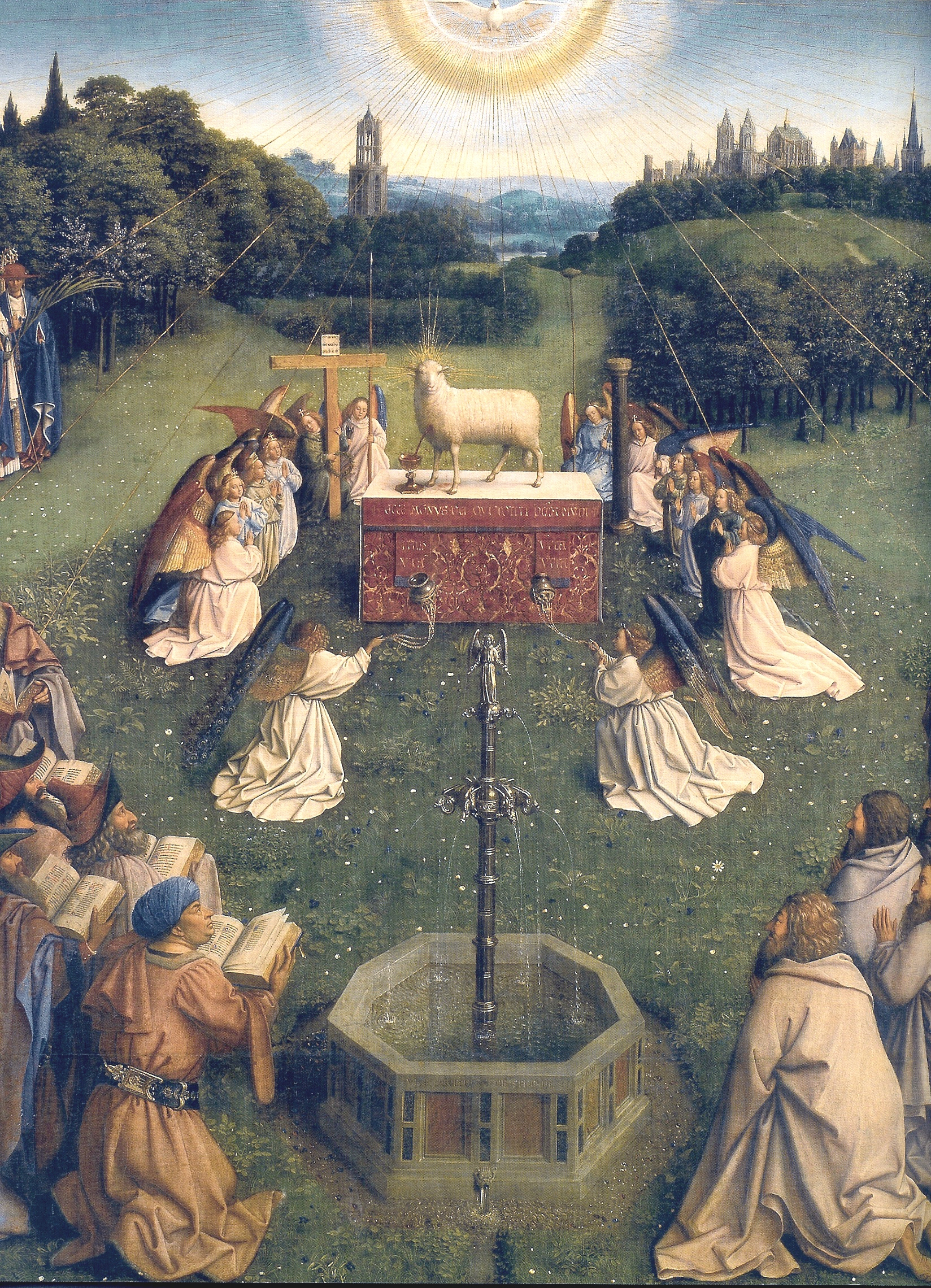
ヤン・ファン・エイクによるヘントの祭壇画の一部。天使に囲まれた、胸から血を流す神秘的な羊を人々が礼拝している。

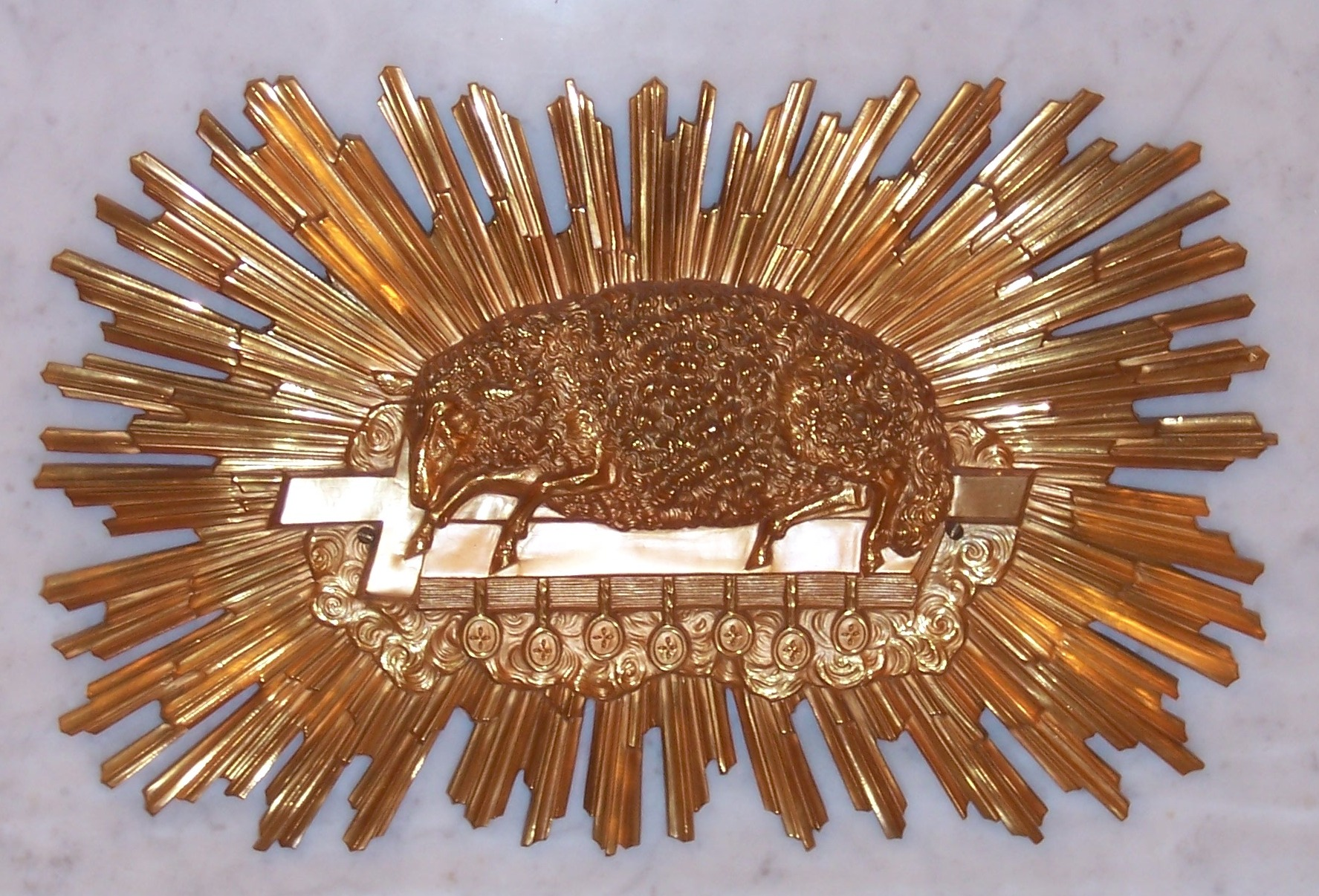
ケンタッキー州ルイビルの聖母被昇天大聖堂の祭壇前面に飾られた真鍮製の「神の子羊」。

神の子羊（神の小羊、かみのこひつじ）は、イエス・キリストのことを指す表現のひとつ。
キリスト教神学において、人間の罪に対する贖いとして、イエスが生贄の役割を果たすことを踏まえており、古代ユダヤ教の生贄の習慣にも由来する表現である。
ラテン語では「Agnus Dei」と表記され、日本語では、ラテン語やイタリア語などの用法に由来するものは「アニュス・デイ」、ドイツ語での用法に由来するものは「アグヌス・デイ」と片仮名書きされることが多い。この表現は、聖書に見えるいくつかの異なる用例のいずれかへの言及として用いられる。
聖書におけるこの表現の意義は、これに先行した一連の子羊の象徴体系の文脈の中に位置づけられる。旧約聖書の出エジプト記12に記された過越における生贄の子羊の血は、イスラエルの民を護り、救うものであった。この結びつきは新約聖書のコリントの信徒への手紙一5:7で、明確に示されている。パウロによれば、キリスト教徒は、真の過越の子羊であるキリストによって救われるのである。
旧約聖書には、罪を償うために生贄を捧げる習慣についての記述がいろいろある。子羊は、こうした生贄に供されるもののひとつであり（例えば、レビ記4:32-34、5:6）、これをイエスに結びつける捉え方は、ヨハネによる福音書1:29、ペトロの手紙一1:19で強く示唆されている。ユダヤ教の場合と同様に、生贄を捧げ、「穢れのない」子羊の血を振りまくことで（レビ記4:32）、罪は赦され得るものであるため、キリスト教徒たちは、穢れのない神の子羊であるイエスの血によって、信徒たちも免罪され得ると信じるのである。ユダヤ教における罪と贖罪については、それぞれの記事を参照されたい。こうしたイエスによる血の贖いを認めない立場のキリスト教神学では、血は罪を赦すものではないとされ、イエスが説いた、回心、愛、他者への赦しが、人間の罪を取り除くとされる。
イザヤ書53には「彼は私たちの病を負い、私たちの痛みをになった」という人物が出てくる。この人物（しもべヤコブ）については、先行する箇所で既に言及があり（イザヤ書41:8-9、44:1-2、44:22、45:4、48:20、49:3）、一般的にはイスラエルの擬人化であろうと考えられているが、キリスト教徒の中には、これがイエスを指していると信じる者がいる。イザヤ書53によれば、この病を負うしもべは、「ほふり場に引かれて行く小羊のように」（53:7）、「自分のいのちを罪過のためのいけにえとする」（53:10）ように黙ったままであった。一部のキリスト教徒は、この結びつきが使徒行伝8:32で直接明示されているとして、罪の生贄としてのイエスという考えの根拠とする。こうした神の子羊という考えを受け入れない立場の側からは、イザヤ書53の病を負うしもべは子孫をもっており、独身を貫いたイエスとは異なり、イザヤ書53の記述をイエスに当てはめることはできないと主張する。

## 美術
キリスト教の図像学において、神の子羊とは、イエスを子羊として描いた視覚的表象のことであり、中世以降、通例は十字架が付けられた旗竿や旗を持つ姿で描かれる。旗竿は、通常は子羊の肩にかかり、右前足で抑えられる。旗竿には、白地に赤十字の細長い旗（聖ゲオルギウス十字に似る）がかけられていることも多いが、他の色が用いられることもある。これとは別に、子羊が七つの封印がぶら下がった本の上に横たわる図柄もしばしば見られる。これはヨハネの黙示録への図像による言及である(5:1-13 ff)。時には、子羊が心臓のあたりから出血している姿（ヨハネの黙示録5:6）で描かれることもあるが、これはイエスが流した血が世の罪を取り除くことを象徴するものである（ヨハネによる福音書1:29、1:36）。
この子羊の象徴は、初期キリスト教美術にも、かなり早い段階から現れていた。子羊の姿は教会のモザイクにも描かれており、中には、ローマのサンティ・コスマ・エ・ダミアーノ聖堂(Santi Cosma e Damiano)のモザイク(526-530年)のように、中央におかれた神の子羊を取り囲んで十二使徒を表す12頭の羊が列をなす図柄もあった。
18世紀に教会革新運動として成立したモラヴィア兄弟団は、神の子羊を囲むようにラテン語で「Vicit agnus noster, eum sequamur（我らの子羊を勝ち取り、それに従う）」、英語では「Our Lamb has conquered, let us follow Him」と記した印章を用いている。
イエスを神の子羊として描くことは古代に起源があるが、東方正教会の奉神礼の図像には現れない。正教会におけるイエスの描画はもっぱら人間の姿により、象徴的表現は用いられないが、これは、ロゴスの藉身(Incarnation)を信じることが正教会の信仰告白の一部となっているためである。しかし、神の子羊という言葉をイエスについて用いることは否定されていない。実際、正教会の聖体礼儀で用いられるパンは、「子羊」を意味する言葉で呼ばれる(英語: Lamb; ギリシア語: άμνος, amnos; 教会スラヴ語: Агнецъ, agnets)。
ローマ・カトリック教会では、十字架を抱えた子羊の姿でイエスを表現した蝋のタブレットで、教皇が準秘跡として祝別したものを、神の子羊と呼んでいる。

## 聖餐式
カトリック教会のローマ典礼(en)のミサ（聖体祭儀）、アングリカン・コミュニオン（聖公会）やルーテル教会の聖餐式、さらに、正教会の西方奉神礼においては、聖体となるパンの分割の間に、神の子羊の祈祷文（神羔頌しんこうしょう、神羊唱しんようしょう）を歌ったり、唱えたりする。この祈祷をミサに取り入れたのは、ローマ教皇セルギウス1世（在位：687–701年）であったとされている。
ヨハネによる福音書1:29に見える、洗礼者ヨハネによるイエスへの言及（「見よ、世の罪を取り除く神の小羊」）を踏まえた、ラテン語の文言は次の通り。
Agnus Dei, qui tollis peccata mundi, miserere nobis.
Agnus Dei, qui tollis peccata mundi, miserere nobis.
Agnus Dei, qui tollis peccata mundi, dona nobis pacem.
公教会祈祷文による日本語の文言は次の通り。
世の罪を除き給う天主の子羊、われらをあわれみ給え。
世の罪を除き給う天主の子羊、われらをあわれみ給え。
世の罪を除き給う天主の子羊、われらに平安を与え給え
英語圏では、以下の3種類の文言が広く用いられている。これらは、英国聖公会（イングランド国教会）の『祈祷書』、『共通礼拝』（Common Worship）の手引き、米国聖公会の『祈祷書1979』（Book of Common Prayer 1979）などにも収められている。
Lamb of God, you take away the sin of the world, have mercy on us.
Lamb of God, you take away the sin of the world, have mercy on us.
Lamb of God, you take away the sin of the world, grant us peace.
O Lamb of God, that takest away the sins of the world, have mercy upon us.
O Lamb of God, that takest away the sins of the world, have mercy upon us.
O Lamb of God, that takest away the sins of the world, grant us thy peace.
Jesus, Lamb of God, have mercy on us.
Jesus, bearer of our sins, have mercy on us.
Jesus, redeemer of the world, grant us peace.
ローマ・ミサ典礼書の総則(en)83は、「通常、「神の小羊」という嘆願は聖歌隊あるいは先唱者によって歌われるか、少なくとも大きな声で唱えられ、会衆はこれに応答する。この呼唱は、パンを割る式に伴って行われる。そのため、この式が終わるまで必要なだけ繰り返すことができる。最後の回は、「われらに平安を与えたまえ」のことばで結ぶ。」と述べている。
歴史的には、レクイエム、すなわち死者のためのミサにおいて、神の子羊の最初の2行の後段の句が、（通常の「われらをあわれみ給え」に代えて）dona eis requiem（「彼らに安らぎを与え給え」の意）に、最後の行の後段の句が、dona eis requiem sempiternam（「彼らに永遠の安らぎを与え給え」の意）に、置き換えられて用いられていた。

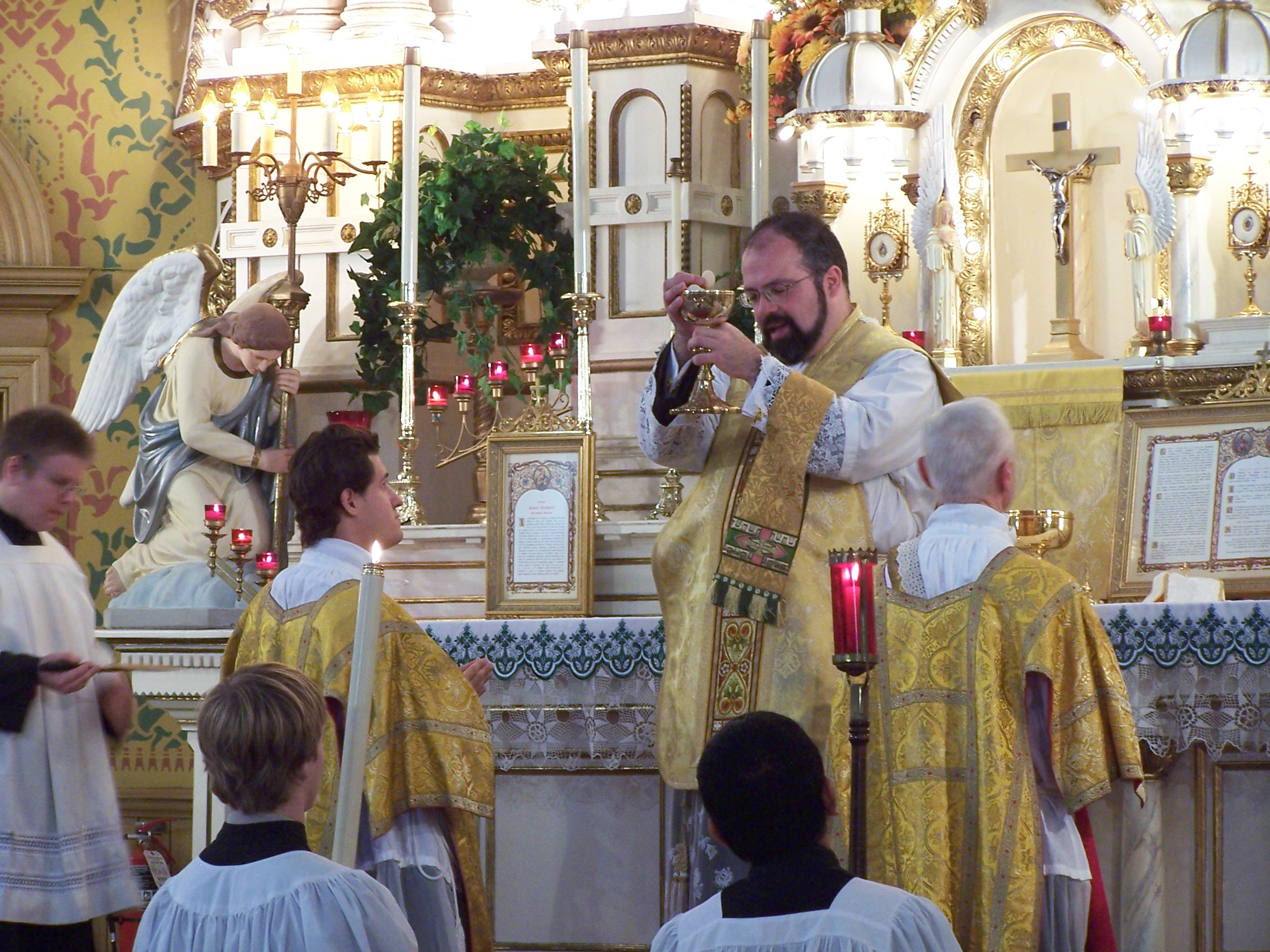
St. Josaphat Roman Catholic Churchで行われたミサ・ソレムニスでのEcce Agnus Deiの様子

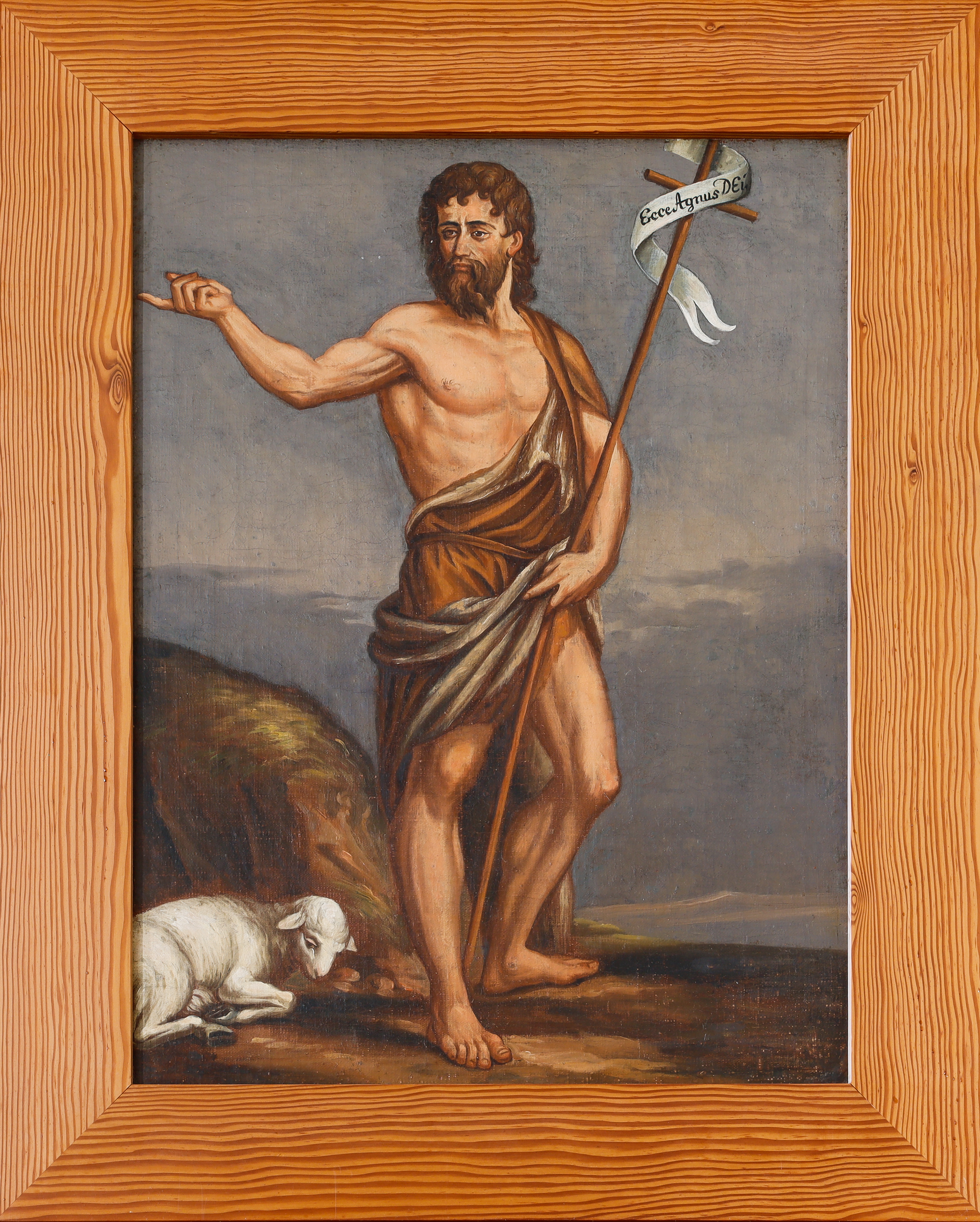
クリストフ・ニコラウス・クレーマン『洗礼者ヨハネと十字架 "Ecce Agnus Dei "と子羊』（1779年）

神の子羊という表現は、ヨハネによる福音書1:29をそのまま引用する形で司祭によって用いられる。それは、聖体を与えはじめる前に、聖変化した聖体（または、聖体と聖杯）を会衆に見せるときである。このとき司祭は、「Ecce Agnus Dei, ecce qui tollit peccata mundi. (見よ、世の罪を取り除く神の小羊)」「（その）食卓に招かれた者は幸い」と述べる。
多くの有名な作曲家たちが通常式文(Ordinary)のこの部分に曲を付けている。

## 音楽
聖餐式の祈祷文の文言は、多くの作曲家によって、通常はミサ曲の一部として、音楽が付けられてきたが、中には、独立した曲として成立することもあり、例えば、サミュエル・バーバー作曲の「弦楽のためのアダージョ」が合唱曲に編曲された際には、神の子羊の祈祷文が歌詞に用いられた。
神の子羊(Agnus Dei)は、この他にもいくつもの曲の曲名となっており、その歌詞も伝統的な祈祷文と同じとは限らない。
- ギヨーム・ド・マショー作曲の「ノートルダム・ミサ曲」の第5曲[6]。
- バッハ作曲「ミサ曲 ロ短調」の24曲目。
- モーツァルト作曲「レクイエム」の第13曲。
- ベートーヴェン作曲「ミサ・ソレムニス（荘厳ミサ曲）」の最終曲（3部形式）。
- フォーレ作曲「レクイエム」の第5曲。
- ジョン・ラター作曲『レクイエム』(en)(1985年)の第5曲。
- コンテンポラリー・クリスチャン・ミュージックのプレイズ・ソングとしてマイケル・W・スミスが書いた曲で、スミスの1990年のCD『Go West Young Man』に収められた曲。後にスミスは、2001年のCD『Worship』でも、この曲を演奏している。この曲はスミスの承諾を得て、1998年のコンピレーション・アルバム『Exodus』に、Third Dayによるカバーが収められた。後にThird Dayは、2000年のCD『Offerings: A Worship Album』にこの曲のライブ演奏を収録している。ドニー・マクラーキン(Donnie McClurkin)は、この曲を、歌詞を変えて歌い、2005年のCD『Psalms, Hymns and Spiritual Songs』に収録した。ただし、このマクラーキン版の歌詞は、もともとの歴史的なテキストとは全く違ったものになっている。*エリオット・ゴールデンサール作曲の映画『エイリアン3』(1992年)のサウンドトラック盤冒頭の雰囲気に富んだ曲
- ミレーヌ・ファルメールの1991年のアルバム『二重人格』の1曲目。
- リッチ・マリンズの1993年のCD『A Liturgy, a Legacy, & a Ragamuffin Band』の前半は、正教会の奉神礼をモデルとした内容になっている。「Peace (A Communion Blessing from St. Joseph's Square)」という曲は、典礼について触れる内容になっている。
- オーケストラル・マヌーヴァーズ・イン・ザ・ダークが、アルバム『Liberator』(1993年)に収めた曲「Agnus Dei」。
- ベル・カント(Bel Canto)というグループは、神の子羊を音楽に乗せ、休日用のコンピレーションCD『Winter, Fire & Snow』(1995年)に収めた。
- 人気の高いPCゲーム「Homeworld」(1999年)の重要なシーンで、合唱で歌われる曲。
- 3DO社のターン制ストラテジーゲーム「Heroes of Might and Magic III」(1999年)の音楽トラックの4番目に入っている曲。
- ナムコのビデオゲーム「エースコンバット04 シャッタードスカイ」(2001年)のソングトラック（具体的には、最後のミッション「メガリス」の背景音楽）。神の子羊を取り上げたこの曲は「Megalith-Agnus Dei」と名付けられており、4声の合唱の編曲と、クラシックやテクノの要素の混合が特徴となっている。
- 2003年4月1日に発売された、イスラエルのカウンターテナー歌手デビッド・ドール(David D'Or)のアルバム『David D’Or & the Philharmonic; Live Concert』に収められた曲[7]。
- スウェーデンのメタル・バンドフューネラル・ミスト(Funeral Mistのアルバム『Salvation』(2003年)の1曲目。
- ルーファス・ウェインライトのアルバム『ウォント・トゥー』(Want Two)(2004年)の冒頭に収められた曲
- ダーリン・チェック(Darlene Zschech)の2005年のアルバム『Change Your World』の12曲目。
- ザ・ドゥルッティ・コラムの2006年のアルバム『Keep Breathing』の11曲目[8]。
- エンヤのアルバム『雪と氷の旋律』(2008年)に収められた「ウィンター・レイン (Trains and Winter Rains)」
- アイスランドの作曲家アトリ・オーヴァーソン(Atli Örvarsson)は、自身とハンス・ジマーが作曲した映画『バビロンA.D.』（2008年）のサウンドトラックに、聖餐式を取り込んでいる。最初のトラック「Aurora's Theme」は神の子羊の別名であり、残りの曲にも同じ歌詞が盛り込まれている。
- ダブステップのプロデューザー Eskmo のシングル曲(2009年)。
- モーガン・ペイジ(Morgan Page)のアルバム『ビリーヴ』(2010年)の6曲目の曲

- オーストリアのデスメタル・バンド、ベルフェゴール(Belphegor)のアルバム『Goatreich - Fleshcult』(2005年)に収められた「The Cruzifixus-Anus Dei」という曲は「神の子羊」を踏まえている。

## 絵画
- フランシスコ・デ・スルバラン『神の仔羊』プラド美術館 (マドリード)
- フーベルト・ファン・エイク、ヤン・ファン・エイク『ヘントの祭壇画』（神秘の子羊の礼拝）聖バーフ大聖堂（ヘント）

## 建築の例
- イングランド北部ノース・ヨークシャー州スピートン(Speeton)の聖レナード教会には、ノルマン朝時代の神の子羊の彫刻が残されている[9]。
- イングランド南部ハンプシャー州クロンダール(Crondall)のオール・セインツ教会。